# Montfrin
Montfrin ist eine französische Gemeinde mit 3125 Einwohnern (Stand 1. Januar 2022) im Département Gard der Region Okzitanien.

## Geografie
Montfrin liegt an der Mündung des Gardon in die Rhône. Die Gemeinde liegt nahe dem zehn Kilometer entfernten Pont du Gard und in der Nähe der Städte Nîmes und Avignon (jeweils 20 Kilometer entfernt). Der Ort wird von der Burg dominiert, die als Monument historique klassifiziert ist.

## Geschichte
Ab 120 nach Christus begannen die Römer, sich in der Gegend niederzulassen. Der Name des Ortes kommt von Mons (lateinisch für Berg; in diesem Fall waren die Hügel in der Gegend gemeint) und ferinus (wild). Antoninus Pius ließ einen Turm bauen, der später der Bergfried der heutigen Burg sein würde. Im Mittelalter verband die Saint-Martin d’Entrevitz den Ort mit seinem Rhône-Hafen. 1180 bauten die Templer die Kirche Notre Dame de Malpas. Der Turm der Kirche wurde 1372 vom Malteserorden gebaut. Gegenüber vom Rathaus steht das Haus Calvière (1519 gebaut), wo der Kardinal Richelieu 1629 während des Gnadenedikts von Alès wohnte. Im März 1642 begegneten sich Jean-Baptiste Poquelin und Madeleine Béjart im Zuge des dritten Besuchs Ludwigs XIII. in Montfrin.
Die lokale Weinkellerei stellt seit Mai 2007 das Skelett eines Mammuts aus. Die zusammengesetzten Reste des fünf Meter langen und vier Meter hohen Tiers stellen eins von nur zwei öffentlich gezeigten Skeletten dieser Tierart in ganz Frankreich dar. Das andere findet sich im Pariser Muséum national d’histoire naturelle. Die Aufstellung der Mammutüberreste führten zu einem massiven Anstieg der Verkaufszahlen.

### Bevölkerungsentwicklung
| Jahr      | 1962 | 1968 | 1975 | 1982 | 1990 | 1999 | 2008 | 2017 |
| Einwohner | 1779 | 2055 | 2089 | 2404 | 2685 | 2943 | 2980 | 3189 |

## Wirtschaft
Fast fünfzig Landwirte sind heute noch in Montfrin aktiv, vor allem der Weinanbau spielt eine wichtige Rolle. Die Gemeinde ist Teil des Weinanbaugebiets Côtes du Rhône Villages; darüber hinaus wird der Wein Vin de Pays d’Oc kultiviert. Es gibt vier private Weinkeller und einen, der zusammen mit den Nachbarorten Meynes, Théziers und Comps genutzt wird. Des Weiteren gibt es fünfundzwanzig Bauunternehmen. Im Ort gibt es drei Bäckereien, zwei Lebensmittelgeschäfte und drei Bars.